# Harleyville
Harleyville város az USA Dél-Karolina államában. Lakosainak száma 666 fő (2020. április 1.).

## Népesség
A település népességének változása:
| Lakosok száma | 594  | 677  | 666  |
|               | 2000 | 2010 | 2020 |